# Xã Liberty, Quận Shelby, Indiana
Xã Liberty (tiếng Anh: Liberty Township) là một xã thuộc quận Shelby, tiểu bang Indiana, Hoa Kỳ. Năm 2010, dân số của xã này là 1.772 người.